# Andreas Zimmermann
Andreas Zimmermann (Nyugat-Berlin, 1969. december 28. –) német labdarúgóhátvéd, edző.